# Pseudolaguvia meghalayaensis
Pseudolaguvia meghalayaensis — вид сомоподібних риб родини Sisoridae. Описаний у 2022 році.

## Поширення
Ендемік Індії. Типові зразки зібрані на місці злиття потоків Ронгкіл і Ронгдал (притоки річки Брахмапутра) у Мегхалаї.

## Опис
Від родичів вид відрізняє комбінація ознак: смужки в грудному спайковому апараті сильно анастомозують і розпадаються на дрібні округлі бляшки задньомедіально, гладкий передній край спинної ості, 8 розгалужених грудних плавцевих променів, надпотилична ость не доходить до потиличного щитка, довжина грудного плавця 17,1-20,1 % стандартної довжини (SL), довжина передньоспинного плавця 40,4-43,8 % SL, преанального плавця довжина 71,1-73,1 % SL, глибина тіла в задньому проході 15,6-18,1 % SL, довжина основи анального плавця 12,2-12,7 % SL, і довжина постжирового плавця 12,3–12,6 % SL.